# 夏鼐故居
夏鼐故居位于中国浙江省温州市鹿城区五马街道仓桥街102号，建于20世纪20年代，为中国现代考古学家和社会活动家夏鼐从小生活和结婚的地方，由其父夏文甫购买并进行翻建，2012年6月辟为陈列馆。
该建筑为砖木混合结构的合院式民居，由四处院落组成，正中院落由门屋、正屋和厢房组成四合院，门屋、正屋均为面阔五间，门屋高一层，正屋高两层，厢房面阔三间，高两层，门屋外立面采用砖砌抹灰，带有西式风格，内为拱券式外廊。西南、西北院落由门台、正屋和厢房组成三合院，东侧院落为前后屋排列。正屋底层西次间为夏鼐小时起居和结婚的地方，西南院落正屋二层为夏鼐小时读书的书房。